# Parepimelitta barriai
Parepimelitta barriai är en skalbaggsart som först beskrevs av Cerda 1968.  Parepimelitta barriai ingår i släktet Parepimelitta och familjen långhorningar. Inga underarter finns listade i Catalogue of Life.